# Dubai Airport Free Zone (metropolitana di Dubai)
Dubai Airport Free Zone (in arabo المنطقة الحرة بمطار دبي, āl-Minṭaqat āl-Hurrat Bimaṭār Dubay) è una stazione della metropolitana di Dubai della linea verde. Venne inaugurata il 9 settembre 2011 e aperta al pubblico il giorno successivo.

## Servizi
La stazione è dotata di impianto di videosorveglianza.
- Biglietteria automatica
- Servizi igienici

## Interscambi
La stazione è servita da diverse autolinee gestite dalla Roads and Transport Authority.
- Fermata autobus